# Linköpings Universitet
Linköping Universitet (fork. LiU) (sv.: Linköpings universitet) er et universitet i Linköping, Sverige, der blev grundlagt i 1960'erne og som har haft universitetsstatus siden 1975, hvor det blev Sveriges sjette universitet. Universitetet har fire fakulteter og 23 centre, ligesom en række forskningscentre er tilknyttet universitetet. I 1996 åbnede universitetet en afdeling i nabobyen Norrköping. Linköping Universitet har 22.000 studerende, 1.400 doktorgradsstipendiater og 2.000 videnskabeligt ansatte. Cirka en fjerdedel heraf er tilknyttet afdelingen i Norrköping.
Universitetet er kendt for sin tværfaglige tilgang, f.eks. uddannelser med elementer af både erhvervsøkonomi og sprog. Universitetet har sit hovedcampus tre km vest for Linköpings bymidte, hvor tre af fire fakulteter er placeret. Det sundhedsvidenskabelige fakultet er placeret i tilknytning til Universitetssjukhuset. 

## Fakulteter
- Filosofiska fakulteten
- Hälsouniversitetet
- Linköping Tekniska högskolan
- Utbildningsvetenskap